# Macchi M.39
Die Macchi M.39 war ein italienisches Wasserflugzeug, das für die Teilnahme an der Schneider-Trophy 1926 gebaut wurde.

## Geschichte

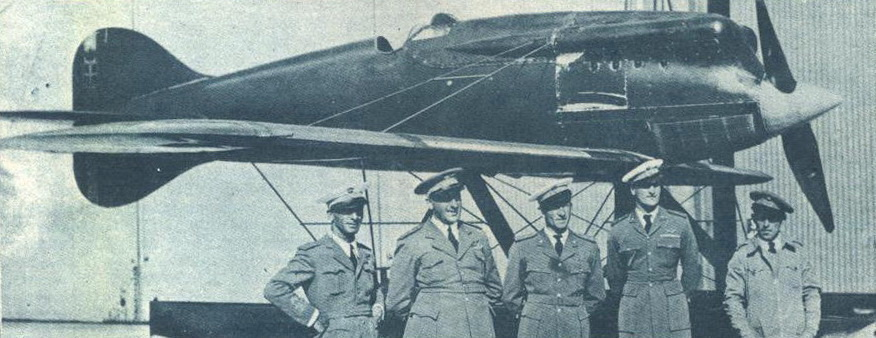
M.39 bei der Schneider-Trophy

Der Wettbewerb fand am 13. November 1926 in Hampton Roads, Virginia, USA, statt. Drei Macchi M.39 nahmen teil. Arturo Ferrarin
musste mit der M.M. 75 in der vierten Runde aufgeben, die anderen beiden erreichten den ersten und dritten Platz. Der Pilot Mario de Bernardi erreichte mit der Siegermaschine M.M. 76 eine Durchschnittsgeschwindigkeit von 396,69 km/h, Adriano Bacula auf dem dritten Platz mit der M.M. 74 kam auf 350,845 km/h.
Der Sieg der Macchi M.39 war der letzte Sieg eines italienischen Flugzeugs bei den Rennen der Schneider Trophy. Alle weiteren Rennflugzeuge von Macchi (M.52, M.67 und M.C.72), die Fiat C.29, die Savoia-Marchetti S.65 und die Piaggio P.7 konnten nicht an diesen Erfolg anknüpfen.
Am 17. November 1926 erreichte Mario de Bernardi in Norfolk, Virginia einen neuen Weltrekord für Wasserflugzeuge mit einer Geschwindigkeit von 416,5 km/h über einen Kurs von 8 Kilometer.
Bei den Vorbereitungen für das Rennen war am 21. September 1926 der Testpilot Marchese Centurione bei Schiranna am Idroscalo di Varese – dem Werksflugplatz von Macchi – mit einer M.39 tödlich verunglückt.

## Konstruktion
Es handelte sich um einen Einsitzer mit zwei Schwimmern, der vom Konstrukteur Mario Castoldi der Firma Macchi entwickelt wurde. Die Auslegung als Tiefdecker erwies sich als richtungsweisend – die Zeit der Doppeldecker (Curtiss R3C-2 und Gloster Napier III) und der Flugboote (Macchi M.33) war bei der Schneider-Trophy vorbei.
Das Triebwerk Fiat AS.2 war ein 12-Zylinder-V-Motor mit einer Leistung von 882 PS bei 2500 min−1. Der Motor wog betriebsfertig 420 kg und hatte einen Hubraum von 31,4 Litern.

## Technische Daten

Dreiseitenriss

| Kenngröße             | Daten                                                 |
| --------------------- | ----------------------------------------------------- |
| Besatzung             | 1                                                     |
| Länge                 | 6,73 m                                                |
| Spannweite            | 9,26 m                                                |
| Höhe                  | 3,06 m                                                |
| Flügelfläche          | 14,5 m²                                               |
| Flügelstreckung       | 6,0                                                   |
| Leermasse             | 1300 kg                                               |
| max. Startmasse       | 1615 kg                                               |
| Höchstgeschwindigkeit | 416 km/h                                              |
| Triebwerk             | ein 12-Zylinder-V-Motor Fiat AS.2 mit 882 PS (649 kW) |

## Erhaltene Flugzeuge

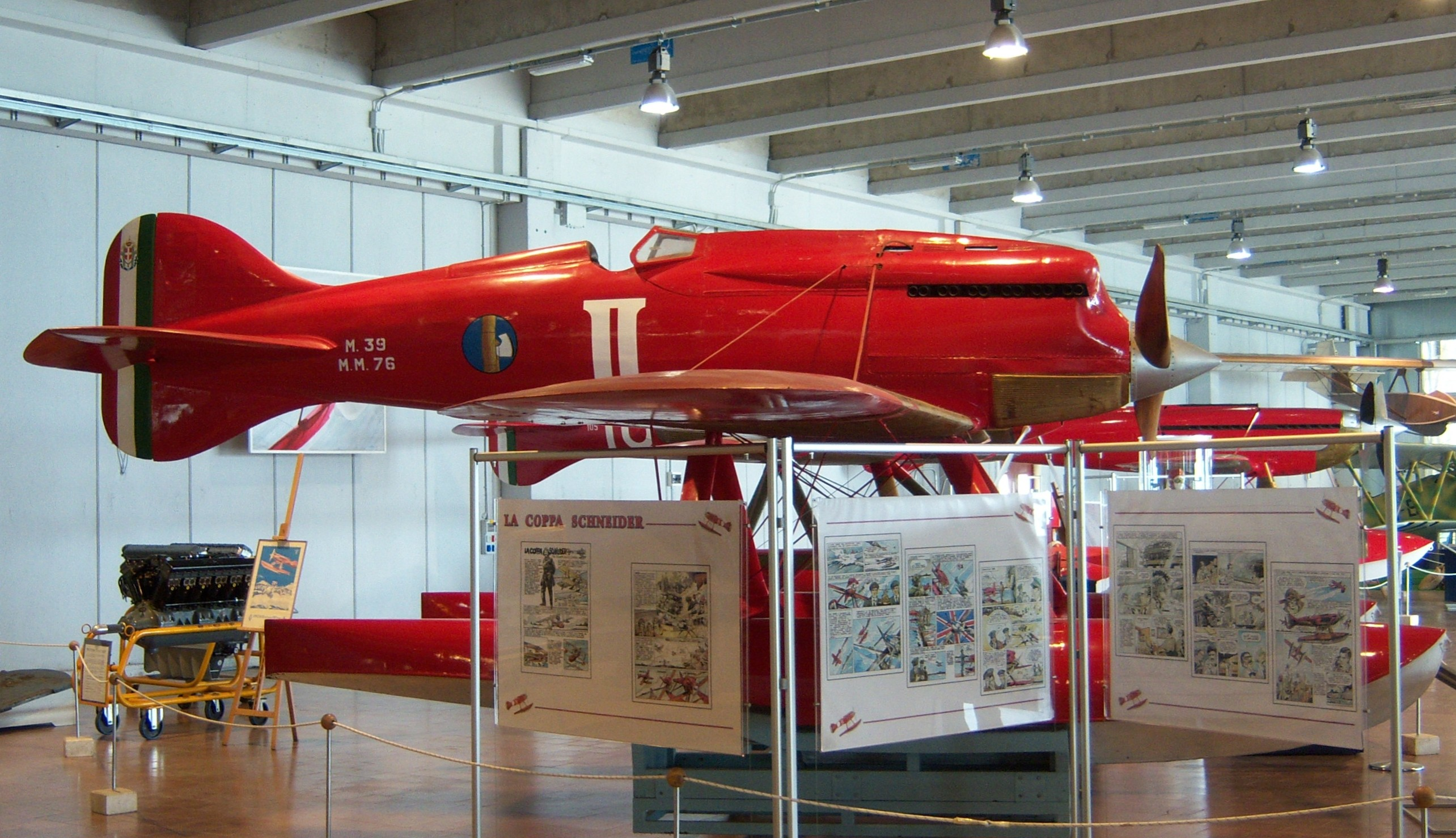
M.39

Ein Flugzeug befindet sich im italienischen Luftfahrtmuseum Vigna di Valle.